# Órbigo

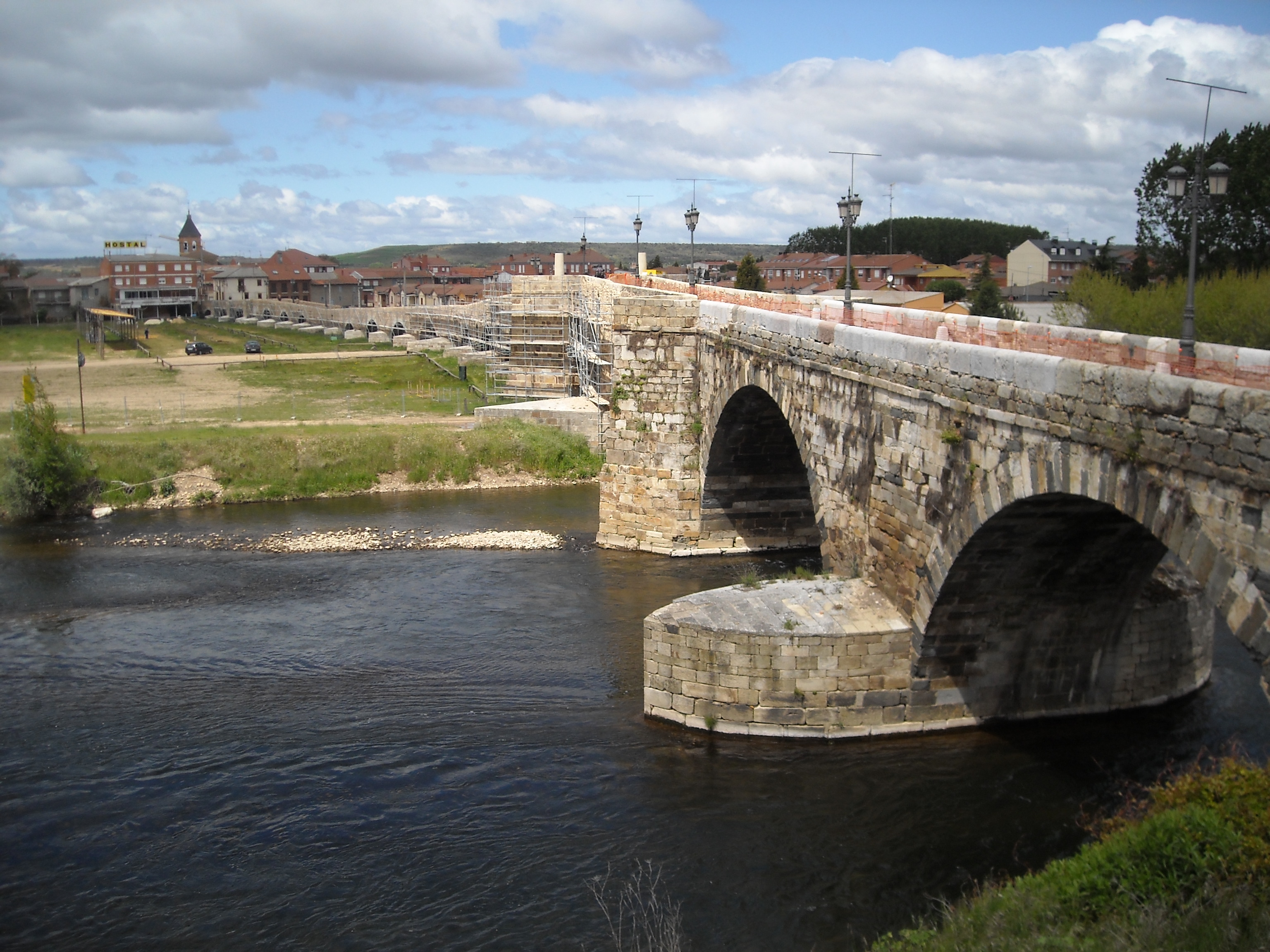
Pont de Paso Honroso sobre l'Órbigo a Hospital de Órbigo

L'Órbigo és un riu de les províncies de Lleó i Zamora (Castella i Lleó), que neix de la unió del riu Lluna, procedent de la Serra de les Grajos i el riu Omaña, procedent dels Montes de León, al municipi de Llamas de la Ribera.
Discorre de nord a sud per la província de Lleó i cedeix les seves aigües al riu Esla per sota de Benavente.
L'origen del seu nom és un enigma sense definir. Órbigo, etimològicament significa «dos rius» (de la veu Ibera "Ur-bikoa"), mentre que existeix una teoria per la qual, l'avui anomenat riu Luna hagué de ser el veritable naixement de l'Órbigo. Fins a hagueren de ser el mateix riu, però es conta que en temps del Comte Luna, va manar canviar el nom del curs fluvial i posar-li el seu a les aigües que es trobaven dintre del seu comtat.

## Afluents de l'Órbigo
- El Duerna
- El Borni
- El Jamuz
- L'Eria